# Хубер, Вилли
Вильге́льм Ху́бер (нем. Wilhelm Huber; 17 декабря 1913, Цюрих — август 1998, Кюснахт, Швейцария) — швейцарский футболист, играл на позиции вратаря. Участник чемпионатов мира (1934, 1938).

## Биография

### Клубная карьера
В течение трёх сезонов Хубер играл за «Блю Старз».
В 1933 году перешёл в «Грассхоппер», в составе которого отыграл 10 сезонов. Хубер завоевал 7 Кубков Швейцарии и благодаря этому достижению входит в число самых титулованных игроков в истории клуба. Он был частью команды, выигравшей четыре чемпионских титула в 1937, 1939, 1942 и 1943 годах. В 1943 году перешёл в «Цюрих», за который отыграл два сезона и в 1945 году завершил карьеру.

### Карьера в сборной
Дебютировал за сборную Швейцарии 19 ноября 1933 года в товарищеском матче со сборной Германии — Швейцария проиграла со счётом 0:2.
Входил в состав сборной Швейцарии на чемпионате мира 1934 года, но на поле так и не вышел.
Хубер был основным вратарём на чемпионате мира 1938 года, где сыграл в первом матче со сборной Германии — тот матч завершился 1:1. 9 июня состоялась переигровка, которая завершилась победой Швейцарии со счётом 4:2. В 1/4 финальном матче со сборной Венгрии Хубер вышел в основном составе, но это не помогло сборной Швейцарии — Швейцария проиграла будущим вице-чемпионам мира 0:2 и выбыла из турнира. Всего за сборную Швейцарии сыграл 16 матчей.

### Смерть
Скончался в августа 1998 года в возрасте 84 лет, о его смерти было объявлено 20 августа.

## Достижения
«Грассхоппер»
- Чемпион Швейцарии (4): 1936/37, 1938/39, 1941/42, 1942/43
- Обладатель Кубка Швейцарии (7): 1933/34, 1936/37, 1937/38, 1939/40, 1940/41, 1941/42, 1942/43